# مفرنقاه
مفرنقاه یک روستا در ایران است که در دهستان فاروج واقع شده‌است. مفرنقاه ۷۱۵نفر جمعیت دارد